# Atwater (Ohio)
Atwater é um lugar designado pelo censo localizado no condado de Portage no estado estadounidense de Ohio. No Censo de 2010 tinha uma população de 758 habitantes e uma densidade populacional de 343,1 pessoas por km².

## Geografia
Atwater encontra-se localizado nas coordenadas 41° 01′ 42″ N, 81° 09′ 25″ O. Segundo a Departamento do Censo dos Estados Unidos, Atwater tem uma superfície total de 2.21 km², da qual 2.18 km² correspondem a terra firme e (1.29%) 0.03 km² é água.

## Demografia
Segundo o censo de 2010, tinha 758 pessoas residindo em Atwater. A densidade populacional era de 343,1 hab./km².